# Herbert Gutman
Herbert George Gutman (*  5. Juni 1928 in New York City; † 21. Juli 1985 ebenda) war ein US-amerikanischer Historiker und neben David Montgomery und David Brody Begründer der new labor history in den USA, die einen Schwerpunkt in Kultur- und Sozialgeschichte der Arbeiter hat.
Gutman wurde schon von seinen jüdischen Eltern in seiner linksgerichteten politischen Einstellung beeinflusst und war als Jugendlicher (in Queens) und Student politisch aktiv. Er studierte am Queens College mit dem Bachelor-Abschluss 1949 und an der Columbia University mit dem Master-Abschluss 1959 bei Richard Hofstadter (Thema war der Wirtschaftskrise von 1873 in New York und die Forderung der Arbeiter nach Beschäftigung durch die öffentliche Hand). 1959 wurde er an der University of Wisconsin-Madison bei Howard K. Beale promoviert mit einer Dissertation, die ebenfalls die Krise von 1873 und die Arbeiter in Amerika behandelte. Damals war die University of Wisconsin ein Zentrum für Forschung zur Arbeitergeschichte in den USA. 1956 bis 1963 lehrte er an der Fairleigh Dickinson University und ab 1963 an der State University of New York at Buffalo. Hier kam er in Kontakt mit Edward P. Thompson, der 1964 die USA besuchte. Gutman untersuchte den Einfluss des Protestantismus auf die Arbeiterbewegung und wandte sich zunehmend der von Thompson mitbegründeten new labor history zu (und von marxistischen Ansätzen ab). 1966 ging er an die University of Rochester, an der er bis 1972 blieb. In dieser Zeit wandte er sich auch der Forschung zur Sklaverei in den USA zu. Ab 1972 war er am City College of New York und ab 1975 an deren Graduate Center, an dem er bis 1985 blieb.
1977 bis 1980 lehrte er mit Unterstützung der National Endowment for the Humanities mit breitem Zuspruch Arbeitergeschichte vor Gewerkschaften (Americans at Work). Der Erfolg führte dazu, dass er am CUNY Graduate Center an der Gründung des American Social History Projects beteiligt war. Sie sammelten Dokumente und Oral History und veröffentlichten Filme, Vortragsmaterialien und Bücher.
1979 wurde Gutman in die American Academy of Arts and Sciences gewählt. 1984 war er Guggenheim Fellow und unterrichtete für den United Negro College Fund an klassischen US-Colleges für Afroamerikaner.
Er war mit David Montgomery und David Brody Herausgeber der Reihe Working Class in American History, der University of Illinois Press.
Sein Buch Slavery and the Numbers Game von 1975 war eine harsche Kritik an dem Buch Time on the Cross: The Economics of American Negro Slavery von Robert William Fogel und Stanley L. Engerman, die die Meinung vertraten, die Sklaven seien überwiegend gut behandelt worden, hätten die protestantische Arbeitsmoral ihrer Besitzer übernommen und Sklaverei insgesamt wäre ökonomisch unprofitabel. Im folgenden Buch The Black Family in Slavery and Freedom stellte er die Schicksale von Familien afroamerikanischer Sklaven dar und zeigte, dass die Familien in der Sklaverei und in der ersten Phase der Emigration in den Norden weitgehend intakt blieben.

## Schriften
- Protestantism and the American Labor Movement, American Historical Review, Band 72,  1966
- The Black Family in Slavery and Freedom, 1750–1925, 1976, Vintage Books 1977
- Power & Culture: Essays, Pantheon Books, 1987.
  - Darin u. a. von Gutman: Labor in the Land of Lincoln: Coal Miners on the Prairie, The Workers' Search for Power: Labor in the Gilded Age
- Slavery and the Numbers Game: A Critique of ‘Time on the Cross’, 1975, University of Illinois Press, 2003.
- Work, Culture and Society, New York: Vintage Books, 1977.
- Herausgeber mit Gregory S. Kealey: Many Pasts: Readings in American Social History, 1600–1876, 2 Bände, Prentice Hall 1973